# Welkepunkt
Der permanente Welkepunkt (PWP) oder Welkepunkt kennzeichnet den Austrocknungsgrad eines Bodens. Der Begriff stammt aus der Pflanzenökologie. 
Trocknet ein Boden bis zum permanenten Welkepunkt aus, so wird das Wasser im gut durchwurzelten Bodenhorizont so stark gebunden, dass Pflanzen unumkehrbar (irreversibel) welken.

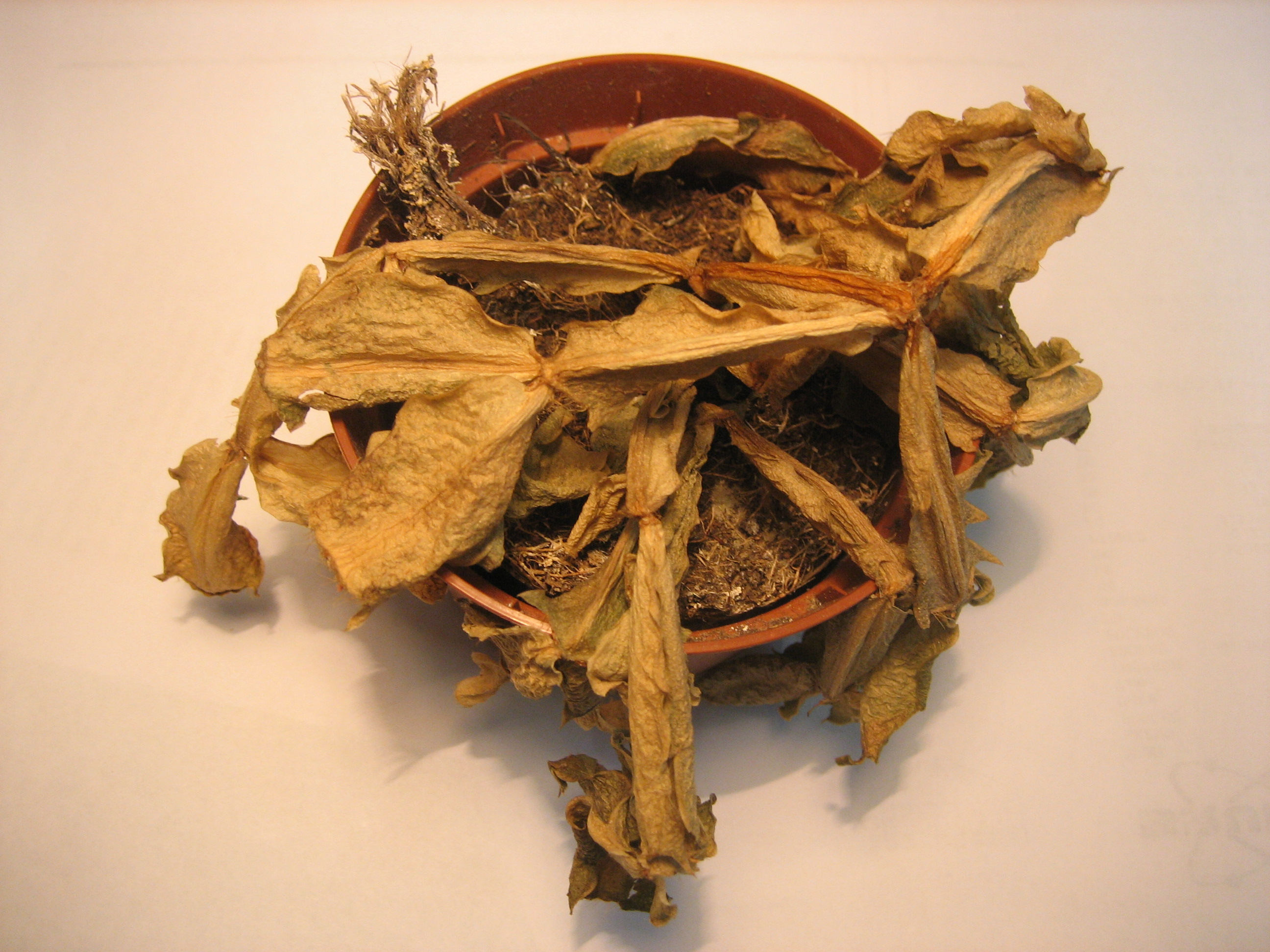
Pflanze nach überschrittenem PWP

Die Pflanzenwurzeln können bei einer so geringen Bodenfeuchte keine vergleichbar hohe Saugspannung entwickeln, um das Wasser aus dem Boden aufzunehmen. In den Leitungsbahnen der Pflanze (Xylem) reißt der kapillare Wasserstrom von den Wurzeln zu den Blättern ab, es tritt Luft ein. Als Folge welkt die Pflanze.
Der permanente Welkepunkt ist als Konvention zu verstehen. Es gibt trockenheitsresistente Pflanzen, vorwiegend Xerophyten, die wesentlich höhere Saugspannungen überwinden können. Außerdem ist für das Welken einer Pflanze nicht nur der hydrostatische Druck entscheidend, sondern auch die Wasserleitfähigkeit eines Bodens.
Beim Welkepunkt PWP sind alle wasserführenden Grobporen und Mittelporen, also Bodenporen mit einem Äquivalentdurchmesser von > 0,2 µm, ausgetrocknet. Der permanente Welkepunkt liegt bei einem pF-Wert des Bodens von 4,2. Dies entspricht einer Saugspannung von −1,5 MPa oder 150 Meter Wassersäule bezogen auf den Grundwasserspiegel.
Die Wassermenge, die ein Boden pflanzenverfügbar zwischen Feldkapazität und permanentem Welkepunkt halten kann, hängt maßgeblich von dem Humusgehalt und der Korngrößenverteilung im Boden ab. Dieser Zusammenhang wird in der Wasserspannungskurve eines Bodens sichtbar. Der Wassergehalt beim PWP ergibt einen guten Vergleichswert für den Tonanteil eines Bodens.
Unter mitteleuropäischen Klimabedingungen trocknen Böden nur in einer obersten Schicht von wenigen cm bis zum Welkepunkt PWP aus.